# Joshua Rifkind
Joshua Rifkind (Beverly Hills, 19 mei 1965), ook bekend onder de naam Joshua Beckett, is een Amerikaanse acteur.

## Biografie
Rifkind heeft op dezelfde highschool gezeten als Angelina Jolie, Nicolas Cage, David Schwimmer en Richard Dreyfuss. Rifkind is vooral bekend van zijn rol als Josh Richland in Beverly Hills, 90210 van 1993 tot 1994. 

## Filmografie

### Films
- 1997 Always Say Goodbye – als Nick Evans
- 1995 Live Nude Girls – als Richard Silver
- 1990 Jury Duty: The Comedy – als ??

### Televisieseries
Uitgezonderd eenmalige gastrollen.
- 1993 – 1994 Beverly Hills, 90210 – als John Richland – 8 afl.
- 1990 The Marshall Chronicles – als Brightman – 6 afl.